# Jean-Michel di Falco

Jean-Michel di Falco-Leandri (Marseille, 25 november 1941) is een Frans rooms-katholiek priester en was bisschop van het bisdom Gap (Hautes-Alpes).

## Biografie
Op 29 juni 1968 werd hij priester gewijd in het bisdom Marseille.
Op 4 juli 1997 werd hij benoemd tot hulpbisschop van Parijs en op 10 oktober 1997 gewijd in de Notre-Dame van Parijs.
Hij was van 18 november 2003 tot 8 april 2017 bisschop van Gap.
Hij is bovendien voorzitter van de Raad voor de communicatie van de Franse bisschoppenconferentie, voorzitter van de editoriale raad van de katholieke televisiezender KTO.

## Werken
- Il y a longtemps que je t'aime, Droguet et Ardant, Parijs, 1984, 42 p.ISBN 2-7041-0101-9
- Un Chrétien vous parle, Droguet et Ardant, Limoges, 1986, 127 p. ISBN 2-7041-0325-9
- samen met Jean-Pierre Rosa, Du côté de l'école, Nouvelle cité, Parijs, 1986, 186 p. ISBN 2-85313-134-3
- Un Chrétien vous parle, t. 2, Éd. S.O.S., Parijs, 1990, 293 p. ISBN 2-7185-1002-1
- Le gàrri, J.-C. Lattès, Parijs, 1992, 239 p. ISBN 2-7096-1066-3
- Le journal de l'Évangile, J.-C. Lattès, Parijs, 1993, 215 p. ISBN 2-7096-1321-2
- 100 questions sur la foi, Centurion, Parijs, 1993, 98 p. ISBN 2-227-36238-3
- Jean-Michel di Falco (éd.), Conversation avec Dieu : de saint Augustin à Woody Allen, Ramsay, Parijs, 1995, 483 p. ISBN 2-84114-069-5
- Le journal des papes, Ramsay, Parijs, 1995, 203 p. ISBN 2-84114-128-4
- samen met Alexandre Joly, L'amour crucifié : chemin de croix, Librairie Artheme Fayard, Parijs, 1997. ISBN 2-213-59876-2.
- Teresa ou Les miracles de la foi, Éd. n ̊̊ 1, Parijs, 1997, 292 p. ISBN 2-86391-798-6
- samen met Bruno Valentin, Ces papes qui ont fait l'Église, l'Archipel, Parijs, 2000, 120 p. ISBN 2-84187-236-X
- Frédéric Beigbeder, Jean-Michel di Falco, Je crois, moi non plus : dialogue entre un évêque et un mécréant : Jean-Michel di Falco, Frédéric Beigbeder, Calmann-Lévy, Parijs, 2004, 252 p. ISBN 2-7021-3423-8